# René Konen
René „Boy“ Konen (* 23. April 1923 in Binsfeld, Weiswampach; † 14. November 1994 in Luxemburg) war ein luxemburgischer Politiker der Demokratesch Partei (DP), der zwischen 1969 und 1971 Präsident der DP sowie Minister verschiedener Ressorts war.

## Leben

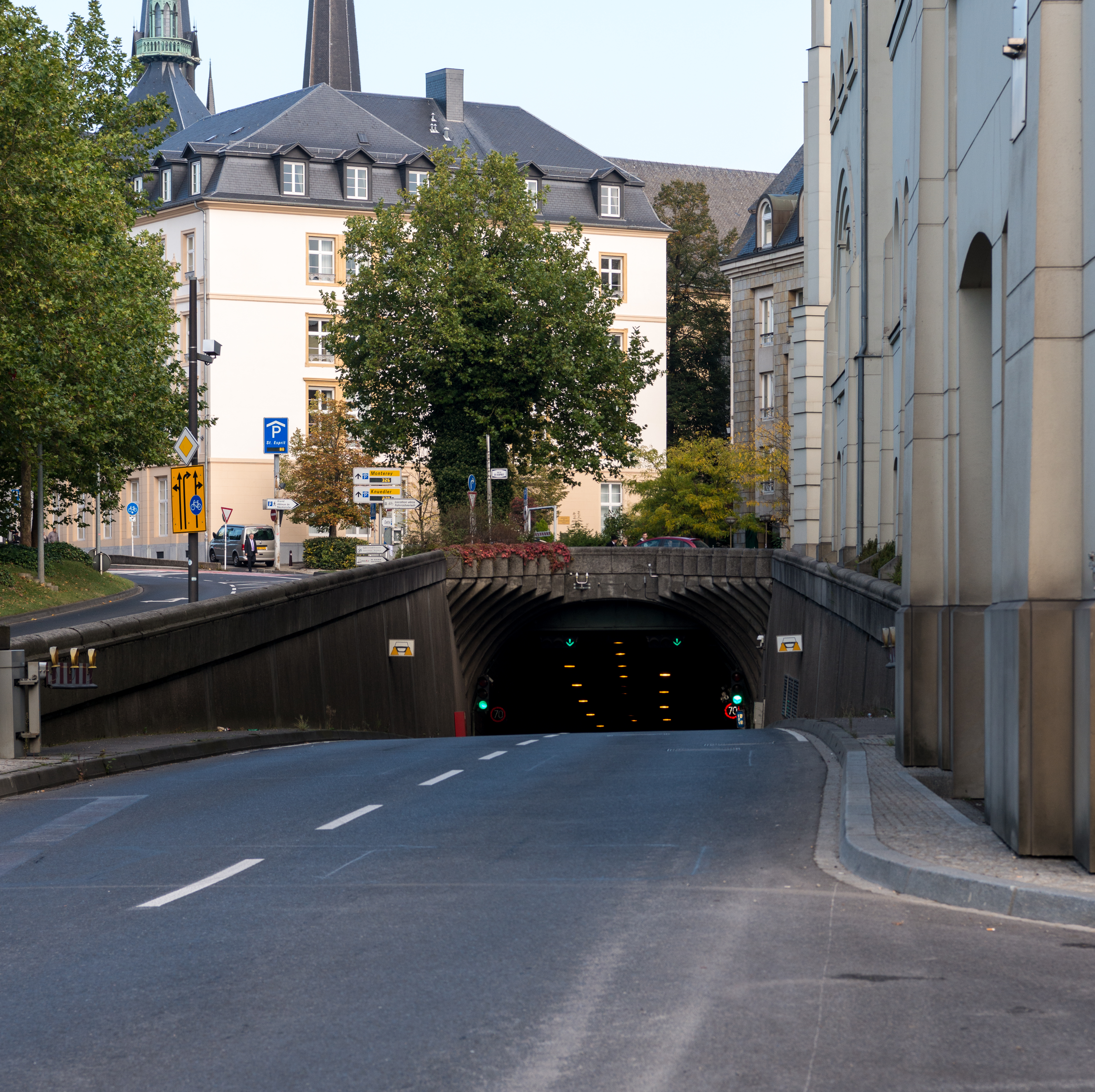
René „Boy“ Konen zu Ehren wurde der am 18. Juni 1988 eröffnete René-Konen-Tunnel in der Stadt Luxemburg benannt, der im Volksmund auch Heilig-Geist-Tunnel (Helleg-Geescht-Tunnel) genannt wird.

René Konen spielte im Fußballverein Young Boys Diekirch, wo er als jüngster Spieler den Spitznamen „Boy“ erhielt. Während des Zweiten Weltkrieges gehörte er 1941 zu den Gründungsmitgliedern der Widerstandsbewegung Lëtzeburger Patriote Liga (LPL) und wurde nach seiner Verhaftung durch die deutschen Besatzungstruppen im SS-Sonderlager Hinzert interniert. Nachdem ihm die Flucht gelungen war, schloss er sich in Frankreich einer Untergrundbewegung an. Nach Kriegsende besuchte er das Lycée classique de Diekirch und war nach dem Staatsexamen als Beamter in der Steuerverwaltung tätig. 1948 gehörte er zu den Gründungsmitgliedern der Groupement Patriotique et Démocratique (GPD), aus der am 24. April 1955 die Demokratische Partei DP (Demokratesch Partei) hervorging.
Konen war zwischen 1952 und 1969 Schöffe von Ulflingen. Als Nachfolger von Gaston Thorn übernahm er 1969 das Amt als Präsident der Demokratesch Partei und bekleidete diese Funktion bis 1971, woraufhin Gaston Thorn auch sein Nachfolger wurde. Zugleich war er zwischen 1970 und 1979 Mitglied des Gemeinderates und Schöffe von Luxemburg. Bei der Kammerwahl am 26. Mai 1974 wurde er für die DP zum Mitglied der Abgeordnetenkammer (Chamber) gewählt. Während seiner Parlamentszugehörigkeit war er vom 24. September 1974 und dem 1. Oktober 1979 stellvertretendes Mitglied in der Parlamentarischen Versammlung des Europarates.
Er legte sein Mandat nieder, nachdem er am 16. Juli 1979 als Minister für den öffentlichen Dienst und öffentliche Arbeiten (Ministre de la Fonction publique, Ministre des Travaux public) in die fünfte Regierung Werner berufen worden war. Er hatte diese Ministerämter bis zum 20. Juli 1984 inne. Bei der Kammerwahl am 17. Juni 1984 wurde er für die DP wieder zum Mitglied der Abgeordnetenkammer gewählt, der er nach seiner Wiederwahl bei der Kammerwahl am 18. Juni 1989 bis 1993 angehörte. Während seiner Parlamentszugehörigkeit war er erneut vom 26. September 1984 bis zum 4. November 1994 stellvertretendes Mitglied in der Parlamentarischen Versammlung des Europarates.
Ihm zu Ehren wurde der am 18. Juni 1988 eröffnete René-Konen-Tunnel in der Stadt Luxemburg benannt, der im Volksmund auch Heilig-Geist-Tunnel (Helleg-Geescht-Tunnel) genannt wird. Außerdem trägt das Stade Boy Konen in Zessingen, in dem der Rugby-Union-Verein RC Luxemburg spielt, seinen Namen.